# ناحیه سان میگوئل (السالوادور)
ناحیه سان میگوئل (به اسپانیایی: Departamento de San Miguel) یک منطقهٔ مسکونی در السالوادور است که در السالوادور واقع شده‌است. ناحیه سان میگوئل ۲٬۰۷۷٫۱ کیلومتر مربع مساحت و ۶۷۸٬۰۰۰ نفر جمعیت دارد.